# 4244 Zakharchenko
4244 Zakharchenko este un asteroid din centura principală, descoperit pe 7 octombrie 1981 de Liudmila Cernîh.